# Henicophaps foersteri
Henicophaps foersteri là một loài chim thuộc họ Bồ câu (Columbidae). Nó là loài đặc hữu của Papua New Guinea. Phạm vi phân bố là rừng ẩm nhiệt đới và cận nhiệt đới đất thấp. Loài này đang bị đe dọa vì mất môi trường sống.